# Перевізник Христина Романівна
Христина Перевізник (нар. 19 липня 1997) — українська футболістка, півзахисниця жіночої збірної України.

## Клубна кар'єра
Вихованка івано-франківської ДЮСШ. Виступала за такі імениті українські клуби, як «Легенда» та Нафтохімік (Калуш), але в обох випадках це вже були часи коли команди мали суттєві проблеми з фінансуванням і були на межі того, щоб припинити своє існування. 
Перші переможні досягнення Христина Перевізник здобула у складі «Ладомиру», в сезоні 2018—2019 в його складі Перевізник вийшла у фінал Кубка України з футзалу, в якому команда з Володимиру перемогла столичний «Будстар-НПУ».  В тому ж сезоні до кубкового трофею «Ладомир» додав ще і золоті медалі футзального чемпіонату країни.
Сезон 2019—2020 українка проводила в чемпіонаті Туреччини. Її клуб «АЛГ Спор», зігравши 15 матчів національного чемпіонату та здобувши 43 залікових балів посідав перше місце в турнирі, але через ситуацію з коронавірусом той сезон не було дограно до кінця. Турецька футбольна асоціація винесла рішення, в якому було зазначено визначити чемпіона відповідно тих місць, які команди займали в турнирній таблиці на момент його призупинення. Таким чином Христина Перевізник стала чемпіонкою Туреччини.
В 2022-му році Христина виступала в чемпіонаті Літви і з 16-тю забитими голами стала там кращою  бомбардиркою чемпіонату. Команда ЖФК «Вільнюс», за яку грала українка посіла 3-тє місце.
У 2023-му році Перевізник знову повернулась до Туреччини.

## Кар'єра в збірній
Вперше була викликана до національної збірної України в червні 2021-го року на товариську гру проти Японії, але в тому матчі участі не приймала. Дебютувати за збірну вдалось 19 лютого 2022-го року в грі проти Узбекистану на міжнародному турнирі Alanya Gold City Cup. Перевізник вийшла на заміну на 72-й хвилині матчу замість капітана команди Дарини Апанащенко.

## Досягнення
Чемпіонат України з футзалу
- Чемпіон: 2019

 Кубок України з футзалу
- 2019

 Чемпіонат Туреччини
- Чемпіон: 2020

 Чемпіонат Літви
- Бронзовий призер: 2022
- Краща голеадорка турніру (16 голів у 20 матчах)
- Кращий легіонер чемпіонату Літви: 2022